# تپه تو رودبار
تپه تو رودبار مربوط به هزاره اول قبل از میلاد است و در شهرستان دامغان، بخش مرکزی، روستای چهارده واقع شده و این اثر در تاریخ ۱۱ دی ۱۳۸۰ با شمارهٔ ثبت ۴۶۳۹ به‌عنوان یکی از آثار ملی ایران به ثبت رسیده است.